# Pyramide Garzau

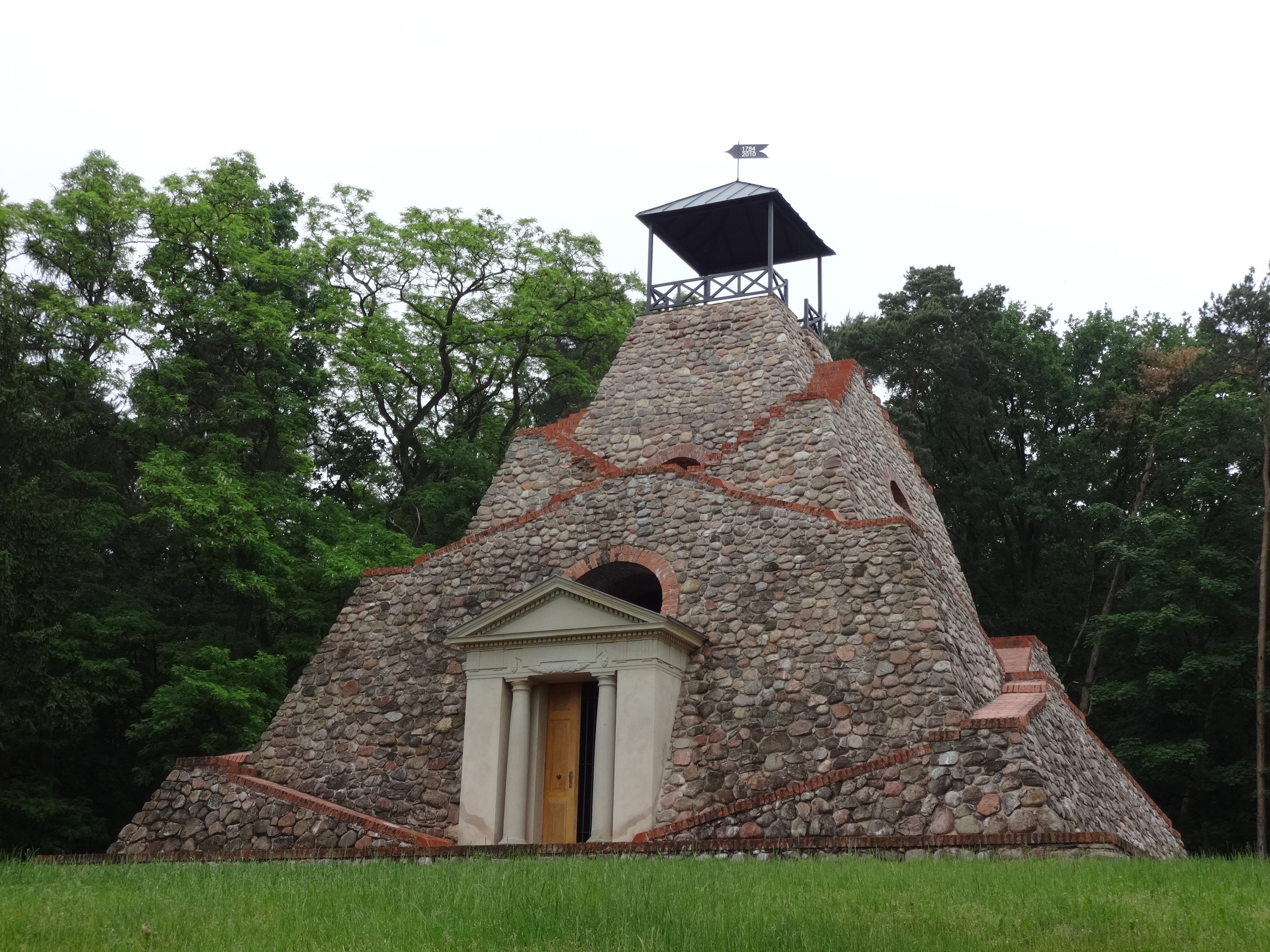
Pyramide Garzau, 2014

Die Pyramide Garzau ist die größte Feldsteinpyramide Deutschlands. Sie befindet sich in Garzau, einem Ortsteil der Gemeinde Garzau-Garzin im Landkreis Märkisch-Oderland in Brandenburg.

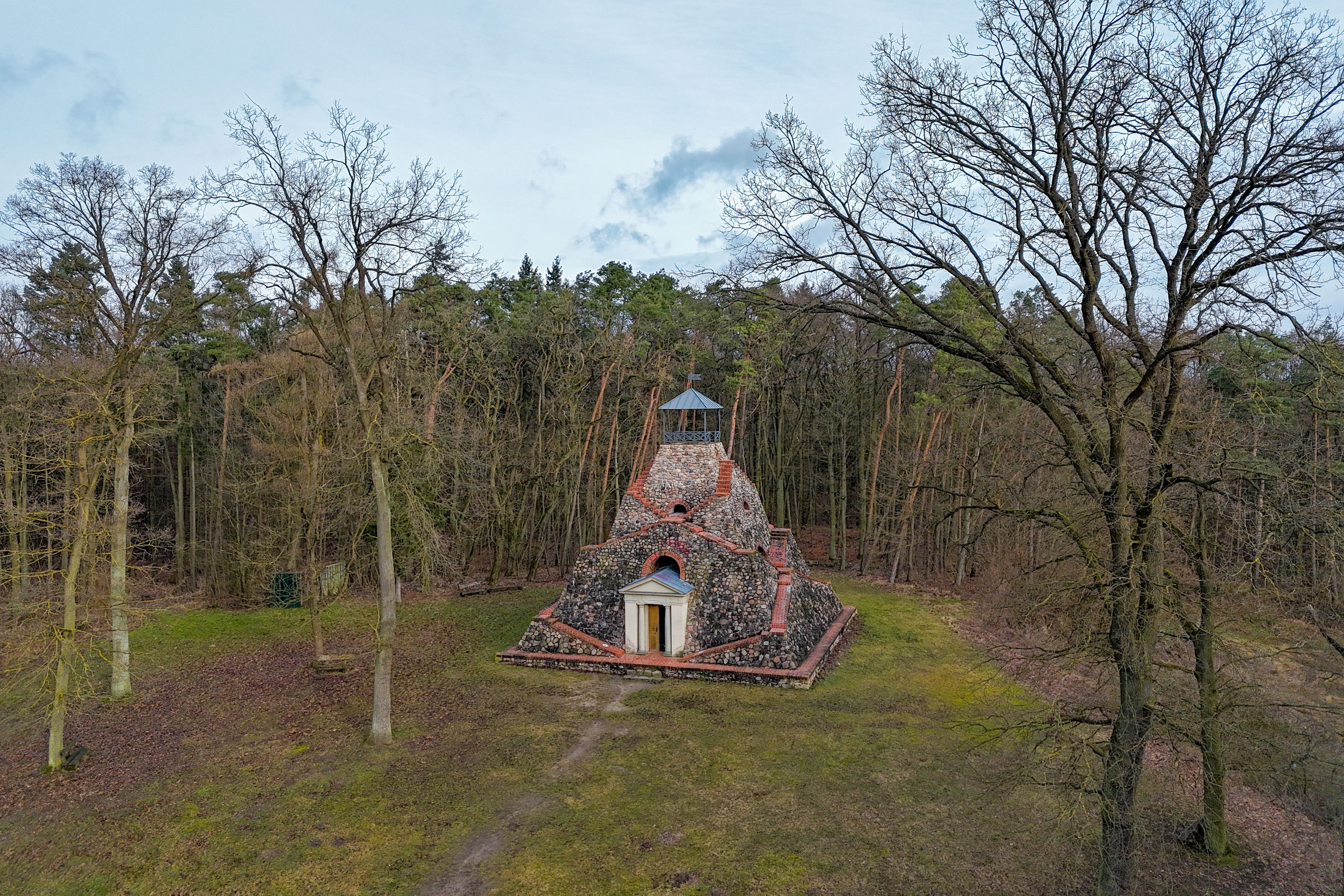
Die Pyramide Garzau im Februar 2024

## Geschichte

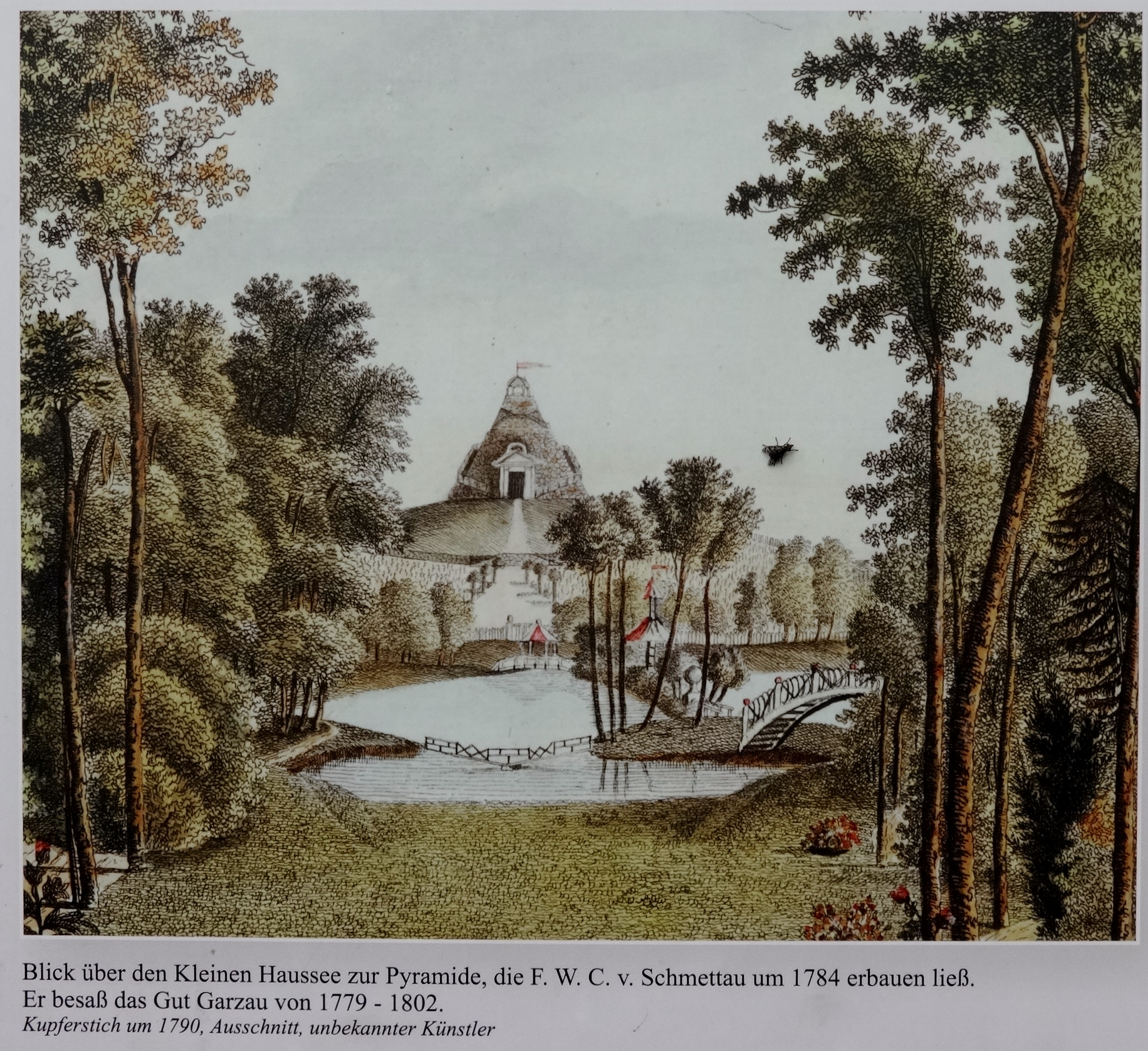
Kupferstich von 1790

Die Pyramide ist Teil einer Gesamtanlage, bestehend aus dem Schloss Garzau und dem zugehörigen Landschaftspark. Friedrich Wilhelm Carl Graf von Schmettau legte den Park ab 1779 an; die Pyramide entstand 1784 und hätte dem Grafen ursprünglich als Mausoleum dienen können. Allerdings verkaufte er 1802 das Anwesen. 1911 brannte der Vorgängerbau des Schlosses, das Herrenhaus Garzau, ab. Während man das Schloss neu errichtete, verfiel die Pyramide. Aufgrund ihres Anblicks nannte man das Bauwerk im Dorf die „Ritterburg“. Es wurde erst 1999 wiederentdeckt. Ein Jahr später gründete sich der Förderverein Pyramide und Schloßpark Garzau e. V., legte das Bauwerk frei und baute es in den Jahren 2000 bis 2010 überwiegend aus eigenen Mitteln wieder auf. Der Innenraum befindet sich heute weitgehend im Originalzustand.

## Architektur

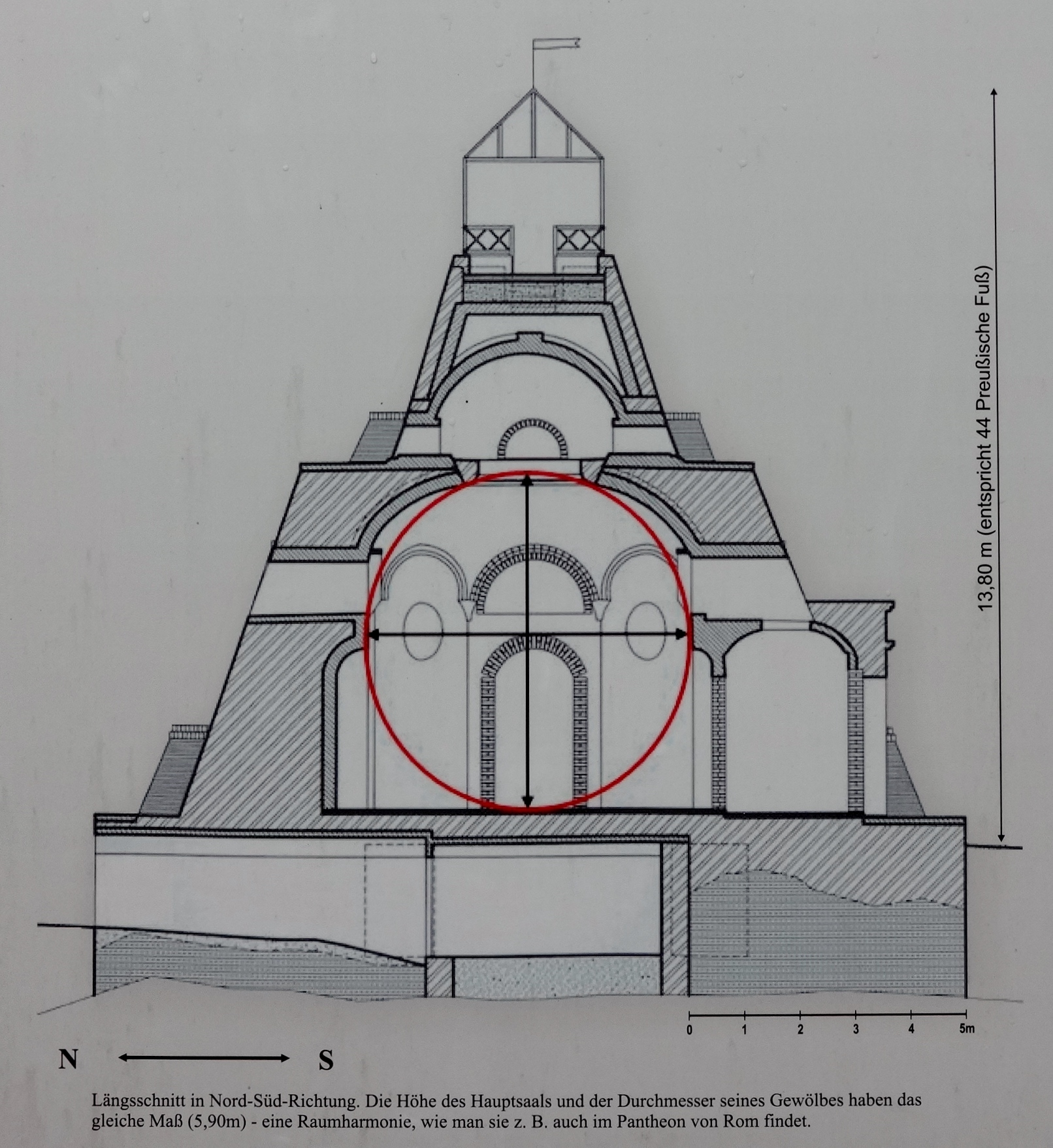
Nord-Süd-Schnitt durch die Pyramide

Die Pyramide wurde auf einem Hügel im Landschaftspark errichtet. Gartenpläne aus der Bauzeit lassen den Schluss zu, dass sie im Zentrum des Parks gelegen haben muss. Weiterhin sind mehrere unsichtbare Linien erkennbar, die zwar keiner Sichtachse entsprechen, aber in ihrer Verlängerung beispielsweise auf Kirchtürme benachbarter Orte hinweisen. Dies legt die Vermutung nahe, dass die Pyramide nicht als Mausoleum, sondern dem Grafen als Bauwerk für kartographische Beobachtungen diente.
Das Bauwerk – mit seiner Pyramide als Grundform – spiegelte den Zeitgeist des 18. Jahrhunderts wider. Ägypten rückte in das Interesse der Mächtigen in Europa, und so floss auch fremdländische Architektur in neu errichtete Bauwerke dieser Zeit mit ein. Die Pyramide ist 44 preußische Fuß (13,80 Meter) hoch und weist einen quadratischen Grundriss auf. Das Äußere wurde aus unbehauenen Feldsteine errichtet. Man betritt das Gebäude durch ein Portal, das an einen griechischen Tempel erinnert. Es besteht aus hellem Sandstein und setzt sich damit deutlich vom grauen Feldstein ab. Der Architrav ist mit Triglyphen und Metopen verziert und zählt damit zur Dorischen Ordnung. Dies stellt einen Bezug zur antiken Architektur her, wie auch das mit einem Zahnschnitt verzierte Tympanon. Das Original des Portals wurde 1815 vom Inspektor des Strausberger Landarmenhauses Haberkorn an die Marienkirche nach Strausberg versetzt. Hierauf weist das „H“ sowie die Jahreszahl „1815“ im Tympanon hin. Das heute vorhandene Portal an der Pyramide mit seiner Eichentür ist eine Nachbildung. Dahinter befindet sich ein überwölbter Vorraum mit einem Opaion. Schreitet man weiter in das Bauwerk hinein, erreicht man den Hauptsaal. Er wird von einem darauf aufgesetzten, kleineren Kuppelraum mit vier Rundbogenöffnungen gekrönt. Ein Opaion verbindet die beiden Geschosse. Durch die Öffnungen in der Kuppel fällt indirektes Licht über das Opaion in den Hauptsaal. Fünf der zehn Sandsteinringe vom Deckenauge wurden bei der Restaurierung gefunden und wieder eingesetzt. Zur Verbesserung der Baustatik fügte man in der Bauphase über der oberen Kuppel eine Konstruktion aus Stahlbeton ein. Der innere Durchmesser sowie die Höhe des Hauptsaales sind mit 5,9 Metern identisch und ergeben damit eine Raumharmonie. Diese findet man beispielsweise auch im Pantheon in Rom. Der Hauptsaal hat einen oktogonalen Grundriss mit gleich langen Seiten. In den Nischen standen seinerzeit allegorische Figuren, die nicht mehr vorhanden sind. Die Wände waren verputzt und bemalt.
Im Sockel des Gebäudes wurden außen bei den Restaurierungsarbeiten an der Ost- und Westseite je zwei Kammern freigelegt, die aufgebrochen waren. Sie wurden anschließend wieder verschlossen. An der Nordseite konnten drei Eingänge freigelegt werden. Der mittlere führt in ein unterirdisches Gewölbe. Seine Bestimmung ist unklar, es hätte als Gruft dienen können.
Das Bauwerk verfügt über symmetrisch angeordnete Aufstiegsrampen und Aufgänge aus roten Mauerziegeln, über die man von außen auf die Spitze des Gebäudes gelangen kann. Im unteren Bereich waren diese noch vorhanden, im oberen Bereich fehlten sie bereits bei der Freilegung der Pyramide. Anhand alter Ansichten wurden auch sie originalgetreu rekonstruiert. Aus Sicherheitsgründen ist der Aufgang für Besucher gesperrt. Eine Vedute aus dem Jahr 1790 zeigt ein Geländer an den Aufgängen. Die Spitze der Pyramide bekrönt ein Pavillon. Auf dem Hügel der Pyramide werden heute wieder Rebstöcke kultiviert.
Der Architekt des Bauwerks ist nicht bekannt. Vermutungen lassen jedoch den Schluss zu, dass es sich um Carl Gotthard Langhans gehandelt haben könnte, den Architekten des Brandenburger Tores. Er entwarf beispielsweise für Friedrich Wilhelm II. einen Eiskeller in Form einer Pyramide im Neuen Garten von Potsdam. Aus dem Jahr 1784 liegt eine Zeichnung von Langhans für ein Portal vor, das eine frappierende Ähnlichkeit mit dem Portal in Garzau besitzt. Weiterhin bestand eine Verbindung zu Carl Heinrich August von Lindenau, der in seinem Landschaftsgarten in Machern ebenfalls eine Pyramide unter der Leitung von Langhans errichten ließ.

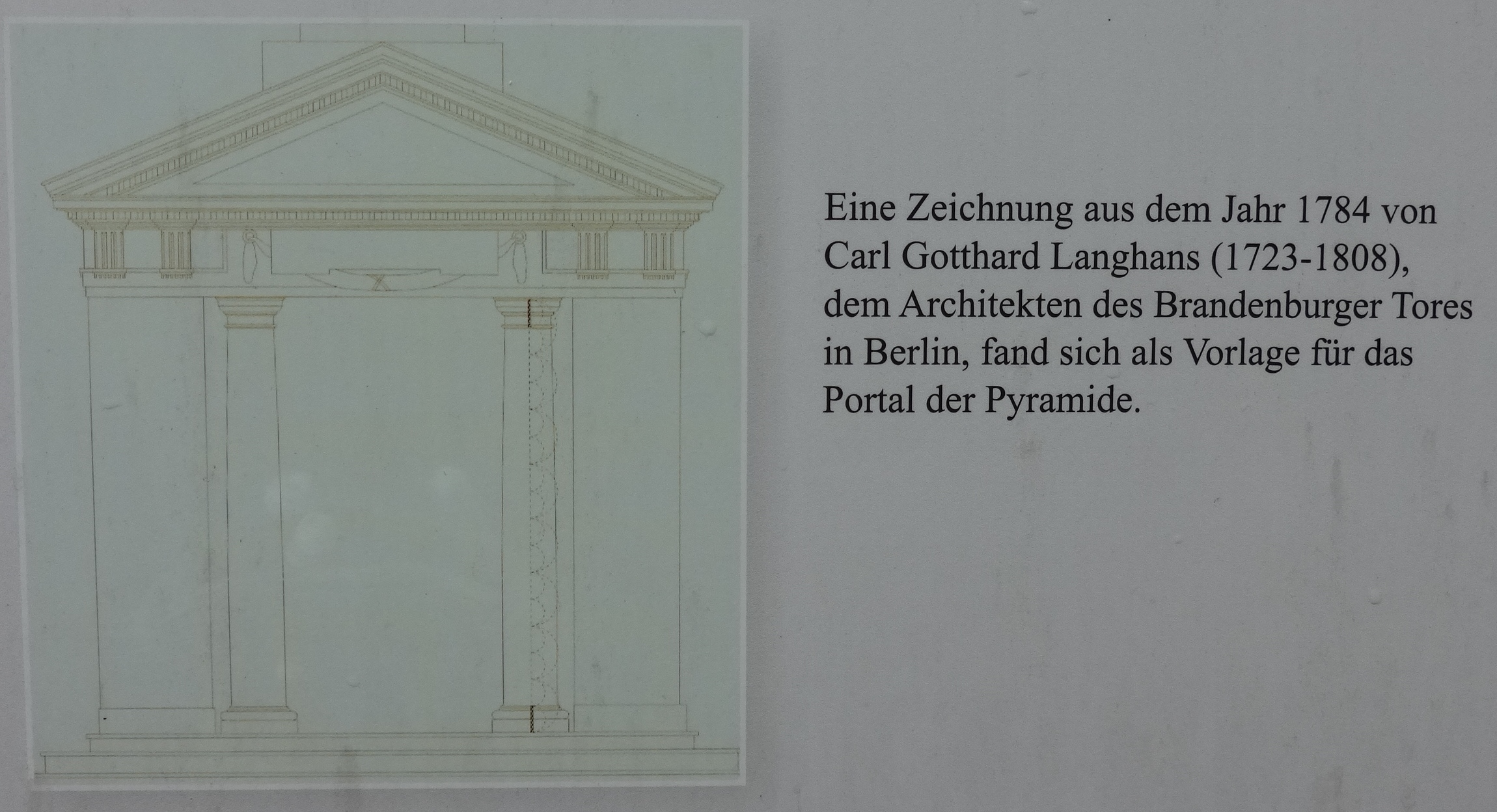
Portal Carl Gotthard Langhans, Zeichnung 1784
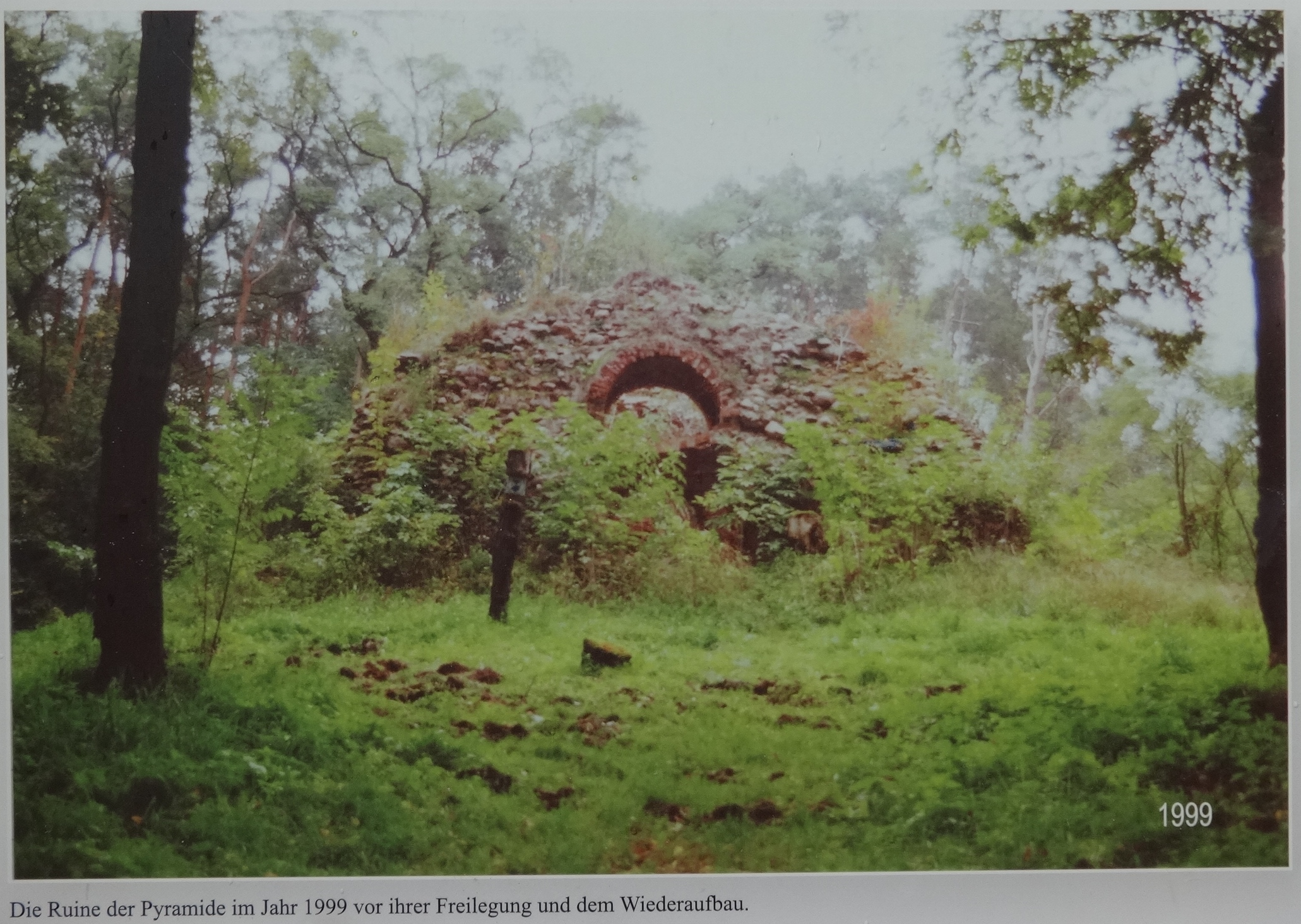
Ruine, 1999
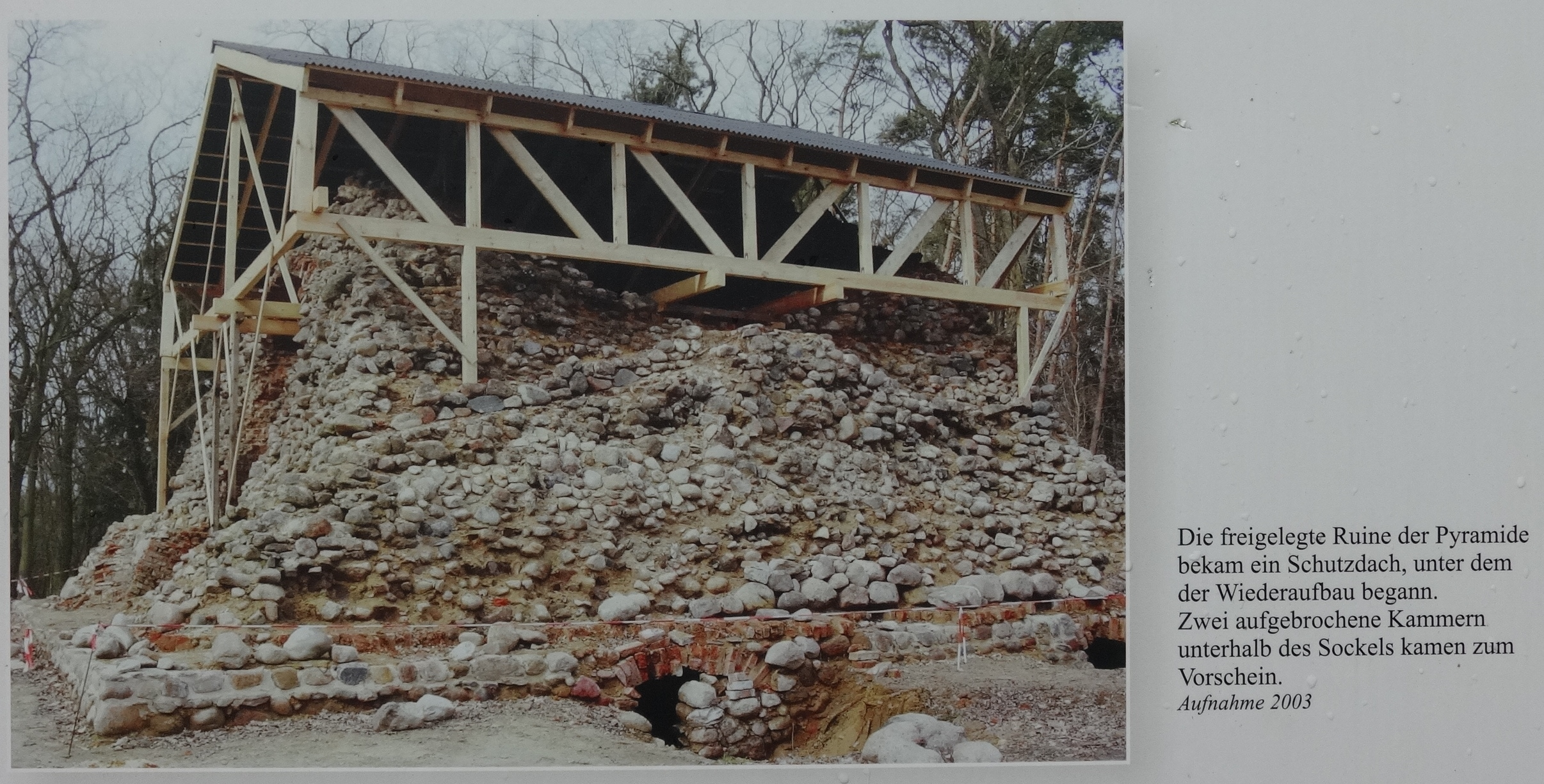
Sicherung mit Dach 2003
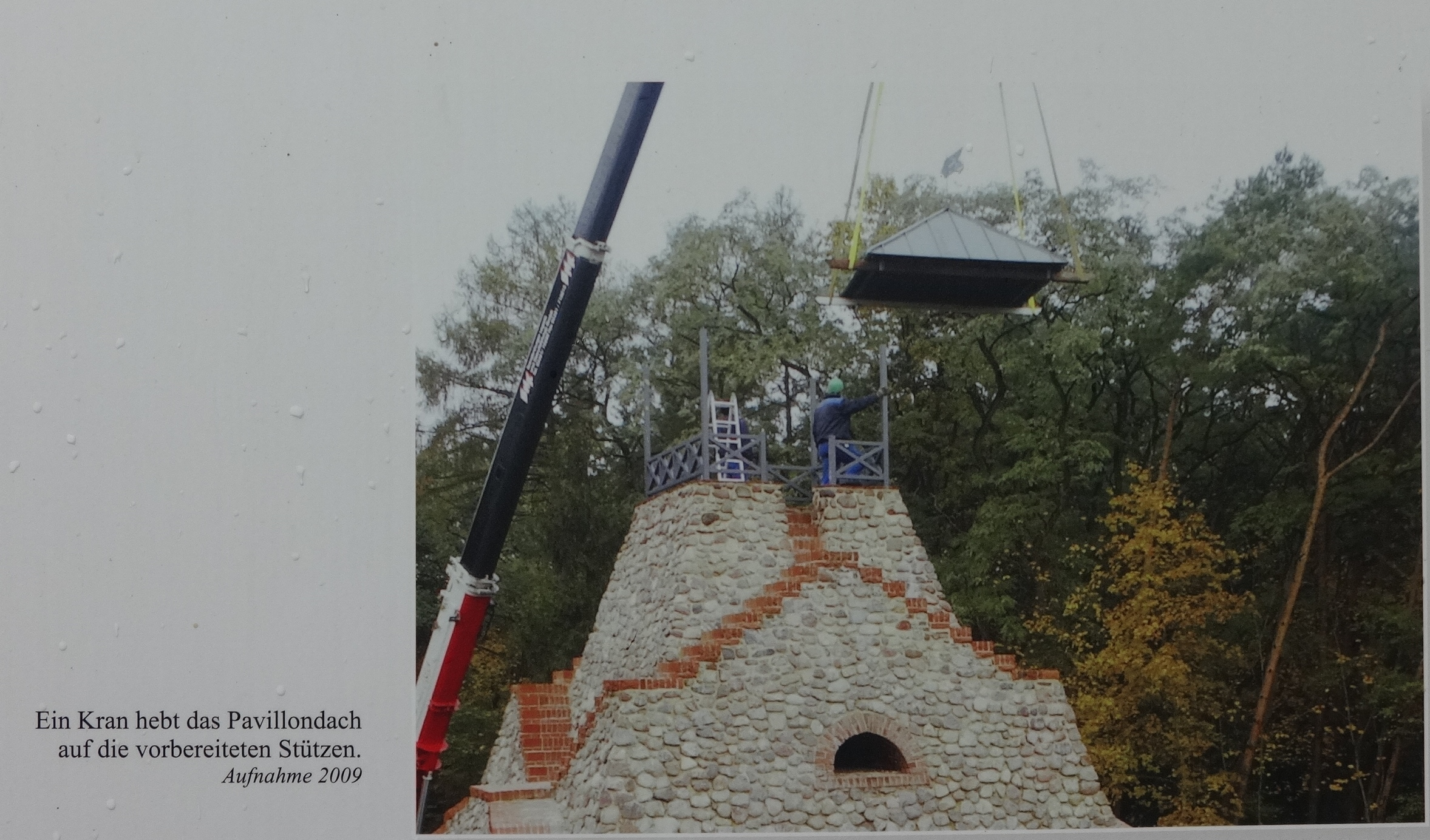
Aufbau des Pavillondachs, 2009